# Мушегян, Роман
Роман Мушегян (англ. Roman Musheghyan, род. 13 ноября 1980, Ереван, Армения) — армянский и российский кинорежиссёр. Получил широкое признание благодаря телесериалу «Западня», который транслировался на родине режиссёра, а впоследствии был приобретён для показа на российском телевидении.

## Биография
Роман Мушегян родился в Ереване — столице Армянской ССР. С детства увлекался разными видами искусства. Профессионально занимался народными танцами. Любовь к литературе пробудила в нем желание самому писать. Является автором ряда стихотворений и рассказов. Интерес к кинематографу возник в 14 лет, когда он случайно познакомился с известным армянским кинорежиссером Фрунзе Довлятяном, который увидел в нем потенциал будущего кинорежиссера.
В 1997 году поступил на факультет культуры Ереванского государственного педагогического университета им. Хачатура Абовяна по специальности кинорежиссура, в мастерскую Фрунзе Довлатяна. Студенческие годы проходили в сложнейщий для армянской киноиндустрии период. После равала СССР практически полностью было остановлено кинопроизводство.
Свой первый короткометражный фильм «Присаживайтесь, пожалуйста» он снял в 1998 году который удостоился премии «Икар» (Армения) в номинации «лучший фильм». В 1999 году снял первый документальный фильм о человеческом одиночестве «Портрет из старого семейного альбома». Дипломная работа «Процессия держит путь в Ад», снятая в 2002 году, получила несколько наград: на фестивале «Дебют» (Армения) за лучшую режиссуру; специальный приз на ассоциации кинематографистов и киножурналистов Армении; «Золотой дельфин» (Армения) за лучший фильм. Работа также была представлена на «Берлинском фестивале» (Германия) в 2003 году, и на потсдамском фестивале «Зезухте» (Германия). В 2005-м получил награду за лучший фильм на фестивале «Оскариада» (Польша).
C 2002—2004 проходил службу в армии РА. Снял ряд документальных фильмов на военную тему по заказу Министерства обороны Республики Армения.
В 2005 году поступил на работу в телекомпанию «Шант». Руководство телекомпании доверило режиссёру съемки первого в истории армянского телевидения юмористического сериала «Перевертыши в семье». С 2007 по 2009 годы снял многосерийный телевизионный фильм «Западня-1», «Западня-2» и «Западня-3» (драма, гангстерская сага). Проект имел самый высокий рейтинг на армянском телевидении. Российская кинокомпания «Централ Партнершип» приобрела лицензию на производство остросюжетного сериала.
В период работы на телеканале «Шант» также были сняты сериалы «Наследники» и «Счастливчик».
В 2010 году для телеканала «Armenia TV» снял сериал «За гранью». В 2012 году по заказу российской продюсерской компании «Bergsound» был снят детектив «Убийство на 100 миллионов» с участием известных российских актеров. В 2013 году по заказу российской продюсерской компании «Bergsound» был снят детектив «Расплата».
Является частым гостем и членом жюри на местных и международных кинофестивалях, проводимых в регионе.

## Фильмография
- 2007 — Западня / Vorogayt (сериал)
- 2010 — За гранью / Ezragcic Ajn Koxm
- 2012 — Убийство на 100 миллионов
- 2013 — Расплата
- 2014 — Мёртвый лес / Mertviy les
- 2015 — Отель
- 2022 — Весна...